# Muhammad Ibn Abd al-Wahhab
Muhammad Ibn Abd al-Wahhab, pe numele său complet Muhammad ibn Abd Al-Wahhab ibn Sulaiman ibn Ali At-Tamimi (Arabă: محمد بن عبد الوهاب بن سليمان آل التميمي ; 1703 – 22 June 1792), cunoscut mai simplu ca  a fost un teolog islamic salafit, cunoscut ca fondatorul mișcării care îi poartă numele, wahhabismul. Acesta aspiră la o revenire la cele mai timpurii principii ale islamului, în spiritul mișcării hanbalite de orientare sunnită. Prin pactul său cu Muhammad Ibn Saud, care a dat naștere unei puternice alianțe dinastice între cele două familii ce continuă și în prezent, s-au pus bazele primului stat saudit.

## Biografia

### Date generale
În general, istoricii acceptă că Muhammad Ibn Abd al-Wahhab s-a născut în 'Uyayna (Arabă: العيينة‎) în 1703 ca membru în tribul arab Banu Tamim, într-o familie de teologi ai școlii de jurisprudență hanbalite, fapt ce ar justifica și ideea de a fi moștenitorul doctrinei dezvoltate de Ibn Taymiyya. Se pare că a început studierea islamului de la o vârstă fragedă, în principal sub îndrumarea tatălui său 'Abd al-Wahhab.
După finalizarea studiilor sale oficiale în orașul sfânt Medina, ʿAbd al-Wahhab a trăit mai mulți ani în afara spațiului descris astăzi de statul saudit, în Irak și Iran. A predat timp de patru ani în Basra, iar la Bagdad s-a căsătorit cu o femeie bogată a cărei proprietate a moștenit-o la moartea acesteia. În 1736, a început să pledeze  în Iran împotriva a ceea ce el considera a fi idei extreme ale diferiților exponenți ai doctrinelor sufite.

### Familia
În urma căsătoriei de la Bagdad, Muhammad Ibn Abd al-Wahhab a avut șase fii, Hussain, Abdullah, Hassan, Ali, Ibrahim și Abdul Aziz (care a murit în tinerețe), fiecare dintre cei supraviețuitori întemeiând o școală religioasă pentru a duce mai departe învățăturile tatălui. Descendenții săi, Al ash-Sheikh (Arabă: آل الشيخ‎, ʾĀl aš-Šayḫ), conduc ‘ulama și domină instituțiile religioase ale statului saudit, deținând un prestigiu asemănător cu cel al casei saudite cu care împart puterea.
Înțelegerea de împărțire a puterii derivă din asocierea celor două familii dinastice prin acordul încheiat între ʿAbd al-Wahhab și Muhammad ibn Saud și presupune ca familia saudită să mențină autoritatea wahhabită în chestiunile religioase și să susțină propagarea doctrinei salafite, în timp ce Al ash-Sheikh se obligă să folosească autoritatea religios-morală pentru a legitima autoritatea politică a familiei saudite.

### Kitab at-Tawhid
La întoarcerea în orașul său natal, a scris Kitab at-Tawhid (Arabă: كتاب التوحي - Cartea unității), ce va deveni textul de bază al formei de islam cunoscută în întreaga lume sub numele de wahhabism și a început să atragă de partea sa adepți, printre care și conducătorul din 'Uyayna, ibn Mu'ammar, cu sprijinul căruia a implementat câteva idei reformiste. Citând învățăturile care interzic cultul mormintelor l-a convins pe ibn Mu'ammar să niveleze mormântul venerat al lui Zayd ibn al-Khattab, unul dintre companionii Profetului Muhammad, pe motiv de idolatrie. De asemenea a ordonat lapidarea femeilor care au comis adulter, organizând personal uciderea cu pietre a unei femei care a mărturisit acest păcat. Aceste acțiuni au atras atenția lui Sulaiman ibn Muhammad ibn Ghurayr, din tribul Banu Khalid care avea o influență substanțială în zona Najd-ului, care l-a amenințat pe conducătorul din 'Uyayna că nu își va putea colecta taxele dacă nu îl îndepărtează pe ʿAbd al-Wahhab, ceea ce l-a determinat pe acesta din urmă să părăsească orașul.

### Pactul cu Muhammad ibn Saud
Expulzarea din 'Uyayna va reprezenta momentul cheie în istoria wahhabismului, când politizarea ideologiei se dovedește a fi succesul doctrinei și va marca istoria spațiului Peninsulei Arabice prin crearea primului stat saudit. ʿAbd al-Wahhab se stabilește în Ad-Dar'iyah, sub protecția lui Muhammad ibn Saud, alături de care își pune în aplicare ideile reformiste de purificare a islamului și de aducerea a acestuia la forma sa inițială, cea mai pură. Alianța celor doi s-a oficializat în 1744 prin căsătoria fiicei lui ʿAbd al-Wahhab cu fiul și succesorul lui Muhammad ibn Saud, Abdul Aziz. Folosind ideologia wahhabită, Ibn Saud se diferențiază de celelalte triburi vecine prin utilizarea religiei ca bază pentru legitimare, loialitatea politică confundându-se cu obligația religioasă.

## Wahhabismul
Vezi și Mișcarea salafistă
Școala hanbalită, ce îl are drept fondator pe Ahmad ibn Hanbal, respinge opinia personală și raționamentul prin analogie, pentru a elimina posibilitatea apariției inovației păcătoase (Arabă: بدعة bid‘a), limitându-se la o interpretare strict literală a Coranului și a Tradițiilor. Deși această școală intră în declin începând cu secolul al XIV-lea, sub otomani, ea va renaște sub o nouă formă în secolul al XVIII-lea, prin mișcarea wahhabită.

### Denominare peiorativă și autodenumire
Ramura islamică ce urmează doctrina lui ʿAbd al-Wahhab este desemnată prin termenul wahhabi, inițial folosit derogatoriu de către adversari, însă împământenit în conștiința opiniei publice și folosit chiar și de către unii cercetători din Najd ai mișcării. Cu toate acestea, adepții orientării islamice al cărei mesaj central exprimat în Kitab at-Tawhid este unicitatea lui Dumnezeu se auto-intitulează prin sintagma ahl at-tawhid (oamenii unității) sau muwahhidun (unitarieni), mișcarea fiind cunoscută printre aceștia ca ad-dawa li-t-tawhidi (chemarea la unitate). Majoritatea adepților sunt din Arabia Saudită, iar aproape toți locuitorii din orașele sfinte Mecca și Medina urmează această chemare.

### Tawhidversusširk
Abd al-Wahhab emfatizează în doctrina sa unitatea lui Dumnezeu, tawhid (Arabă: توحيد) în contrast cu širk (Arabă: شرك‎), definită ca actul de asociere a oricărei persoane sau oricărui obiect cu puteri care trebuiesc atribuite doar lui Dumnezeu practicarea  idolatriei și politeismului, deificarea oricui sau a orice altceva decât pe Dumnezeu. El a condamnat actele specifice pe care le-a considerat ca fiind o eschivare de unicitatea lui Dumnezeu, precum ofrande și rugăciuni la morminte sau sfinți, ritualuri de rugăciune în care apelurile erau facute către o a treia parte pentru mijlocirea relației cu Dumnezeu, fiind inacceptabile festivaluri religioase precum sărbătorirea zilei Profetului Muhammad, ceremoniile de doliu ale șiiților, misticismul sufit, marcarea mormintelorn sau construirea altarelor.

### Legătura cu Ibn Taymiyya
Doctrina sa a fost întemeiată pe bazele celei a lui Ibn Taymiyya, eminent teolog musulman care deși aparținea prin studii școlii de gândire hanbalite, refuza să fie legat de oricare dintre cele patru școli de jurisprudență și lua hotărâri independente. Ibn Taymiyya a rămas cunoscut în istoria gândirii islamice pentru faimosul edict (fatwa) de la Mardin privind statutul religios al orașului în timpul agresiunii mongole din timpul dinastiei islamice artuqide a secolului XIII. ʿAbd al-Wahhab continuă linia trasată de Ibn Taymiyya și crede în sensul literal al Coranului.
Instrucțiunile sale privind diseminarea învățăturilor sale prin forță erau foarte strice: toți necredincioșii (de exemplu musulmanii care nu îl urmau, creștinii) puteau fi omorâți, fiecărui luptător în numele doctrinei sale fiindu-i asigurat un loc în paradis.

## Lucrări
- Kitab at-Tawhid (Cartea unității lui Dumnezeu)[8]
- Kashf ush-Shubuhaat (Clarificarea dubiilor)[9]
- Al-Usul-uth-Thalaatha" (Cele trei principii fundamentale)
- Al-Usul us Sittah (Cele șase principii fundamentale)
- Adab al-Mashy Ila as-Salaa (Modurile de mers spre rugăciune)
- Usul al-Iman (Bazele credinței)
- Fada`il al-Islam (Virtuți ale islamului)
- Fada`il al-Qur'an (Virtuți ale Coranului)
- Majmu’a al-Hadith ‘Ala Abwab al-Fiqh (Compendiu de hadith-uri privind principalele subiecte ale jurisprudenței islamice)
- Mukhtasar al-Iman (Rezumat al credinței - versiune scurtă a lucrării privind credința)
- Mukhtasar al-Insaf wa`l-Sharh al-Kabir (Rezumat al echității și a marii explicații)
- Mukhtasar Seerat ar-Rasul (Biografie sumară a Profetului)
- Kitaabu l-Kabaair (Cartea marilor păcate)
- Kitabu l-Imaan (Cartea încrederii)